# Leptostachya
Leptostachya là chi thực vật có hoa trong họ Acanthaceae.